# Drei Linden (Bad Gandersheim)
Drei Linden ist eine Ortslage im äußersten Südwesten der Stadt Bad Gandersheim in Niedersachsen. Es handelt sich um eine frühere Neubauernsiedlung, die ab 1934 mit acht Bauernhöfen und Domänenland an der Stelle der Wüstung Rickelshausen gegründet wurde. Südlich von Drei Linden liegt die Einbecker Ortschaft Bentierode.